# マグリブ

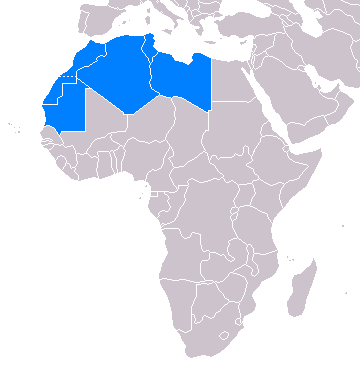
マグリブを表す地域

マグリブ（アラビア語: المغرب, ラテン文字転写: al-Maġrib; 英語: Maghreb [mʌɡrəb]）は、北西アフリカを指す地域の名称。マグレブともいう。ふつうはチュニジア、アルジェリア、モロッコを指し、リビアを含める場合もある。イスラーム期のイベリア半島を含める場合もある。西サハラやモーリタニアを含める場合もある。

## 語源
アラビア語の一般名詞「マグリブ」は、「沈む」「日没する」という意味の動詞「غرب」に場所を表す「م」を冠するもので、「日が没すること、没するところ」を原義とする語。地域名としても用いられ、マシュリク（日の昇る東方）に対して西方、すなわちモロッコ、アルジェリア、チュニジア、西サハラの北アフリカ北西部に位置するアラブ諸国を指し、リビアやモーリタニアも含むことがある。ムスリム（イスラム教徒）の義務である一日五回の礼拝（サラート）のうちの一つである日没時の礼拝「マグリブ礼拝」を略して「マグリブ」ともいう。

## 定義
地域名としてのマグリブは、マシュリク（日の昇るところ、東方）に対して西方、すなわちモロッコ、アルジェリア、チュニジア、西サハラの北アフリカ北西部に位置するアラブ諸国を指し、場合によってはリビアやモーリタニアも含められる。
イスラム教とともにアラブ人が入ってくるまでは、ベルベル人の居住する地域であった。現在も多数派となったアラブ人に混じってベルベル人が残っている。
1989年にマグリブ5か国は、ヨーロッパ連合にならって経済統合を促進するためにマグリブ連合を結成したが、アルジェリア情勢の不安定などから地域統合を進めることができず、連合としての活動はあまり見られない。
なお、モロッコのアラビア語による通称は定冠詞入りのアル＝マグリブ（المغرب、al-Maghrib）である。正式な国名はアル＝マムラカ・アル＝マグリビーヤ（المملكة المغربية、al-Mamlaka al-Maghribiya, マグリビーヤはマグリブの形容詞形）といい、直訳すれば「マグリブ（日の没する地）の王国」という意味である。
フランス語・英語ではマグレブと言うが、日本語でもマグレブが頻繁に用いられる。

## 自然
マグリブは北を地中海に、西を大西洋に、南をサハラ沙漠に囲まれた東西に長い地域であり、海岸線の方向に並行して内陸にアトラス山脈が東西に走る。西風が卓越し、海からの湿潤な西風はアトラス山脈の北側斜面と海岸平野に雨や雪をもたらす。山脈の南斜面にも降雨するが北側に比較して少量である。この少量の降雨が南側斜面の低木林を保持している。
マグリブの南側のサハラ沙漠からは乾燥した熱風が吹き込んでくる。アトラス山脈は古い褶曲山脈であり、いくつもの山脈に枝分かれしている。これらの山脈はそれぞれの最高峰が標高3000メートルを超える高峻な山脈である。アトラス山脈がサハラ沙漠からの熱風を防ぐとともに西風が降雨をもたらすことにより、アトラス山脈と地中海の間には狭小ではあるが農地と都市がつくり出されてきた。
地中海岸に沿った平地は夏に乾燥・高温、冬に多雨となる地中海性気候に属する。アトラス山脈の北側は多雨の高原が、南側は半乾燥の高原からステップ地帯が形成されている。

## 文化

### 食文化

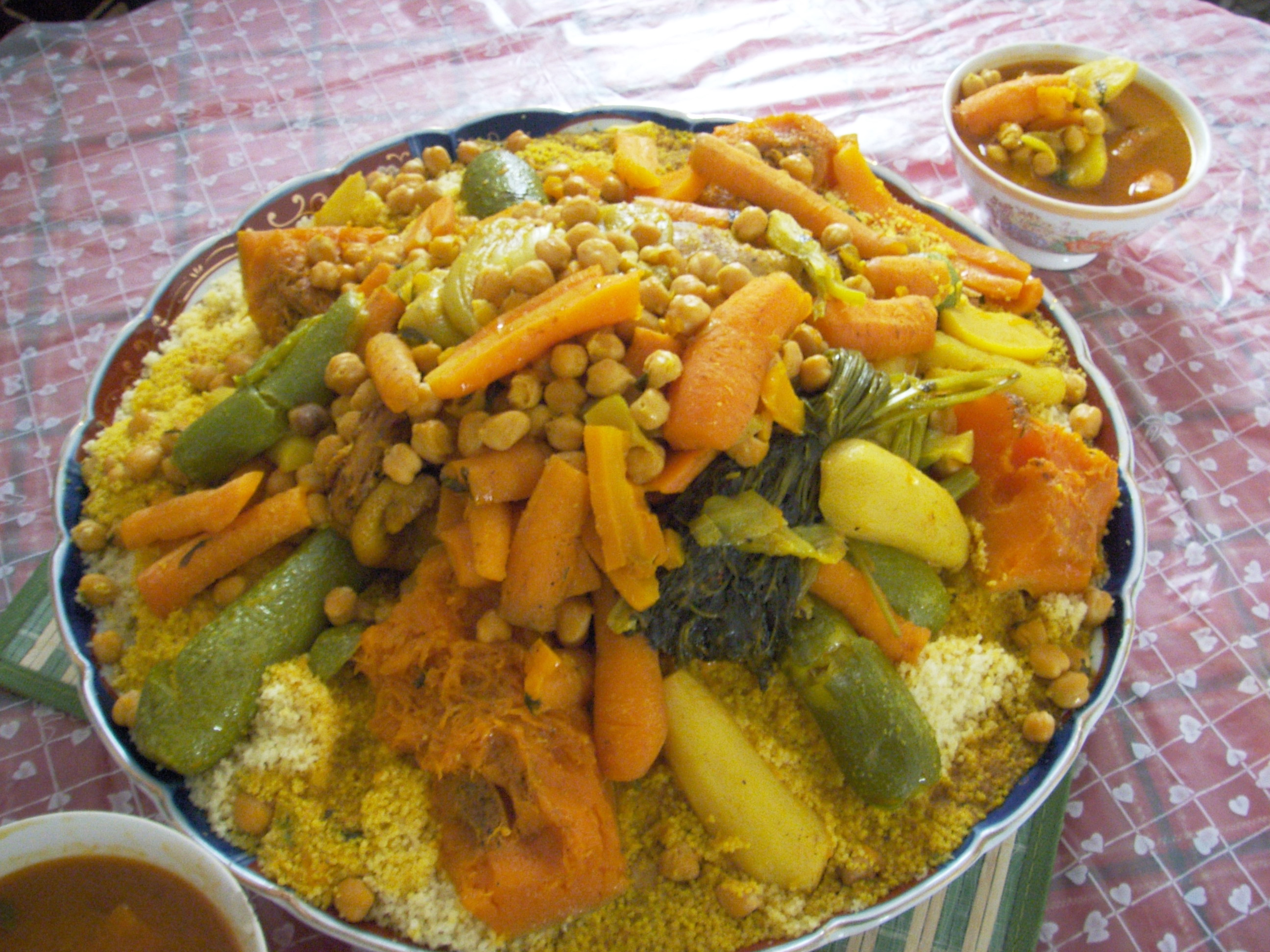
フェズのクスクス

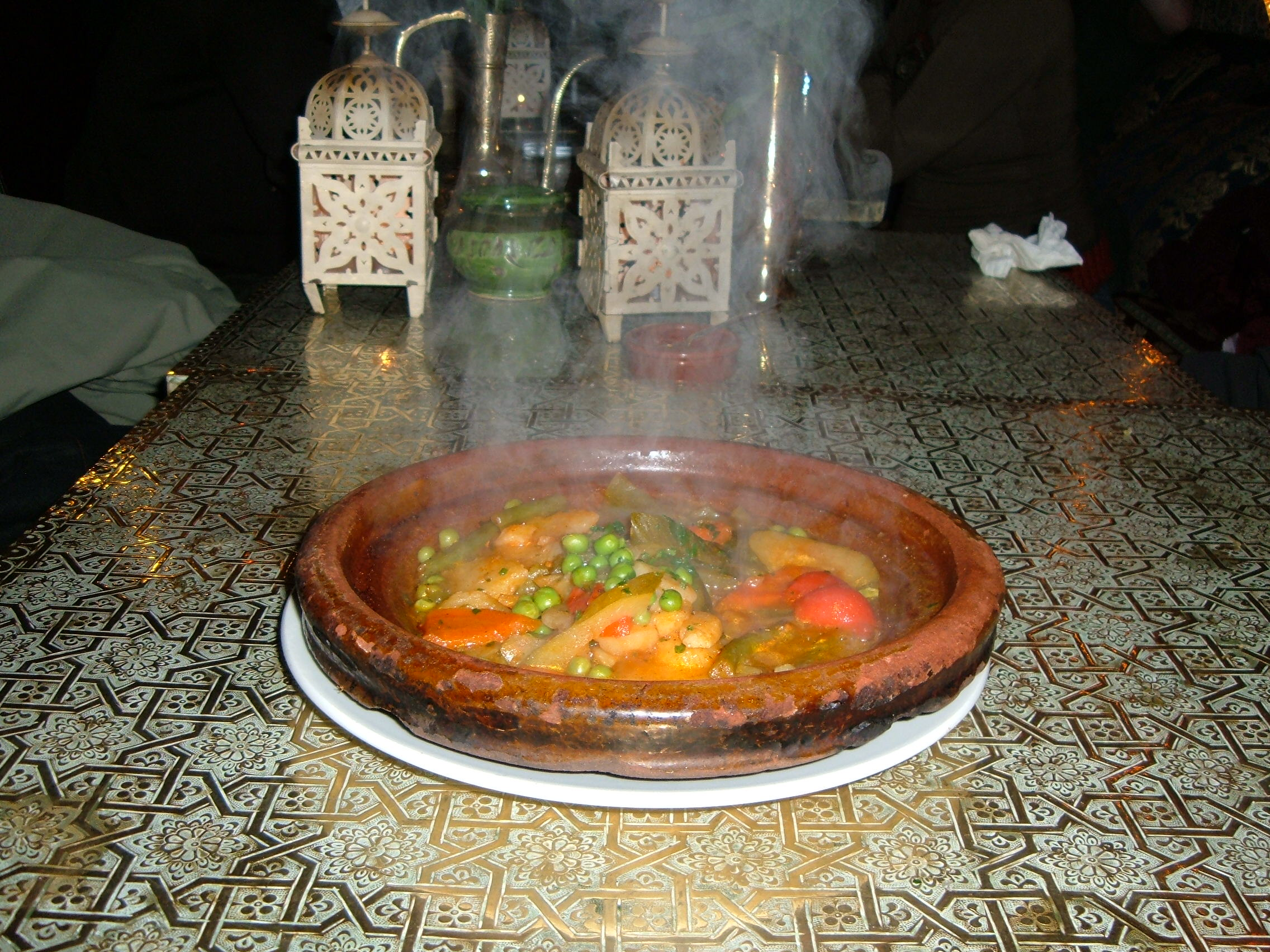
タジン

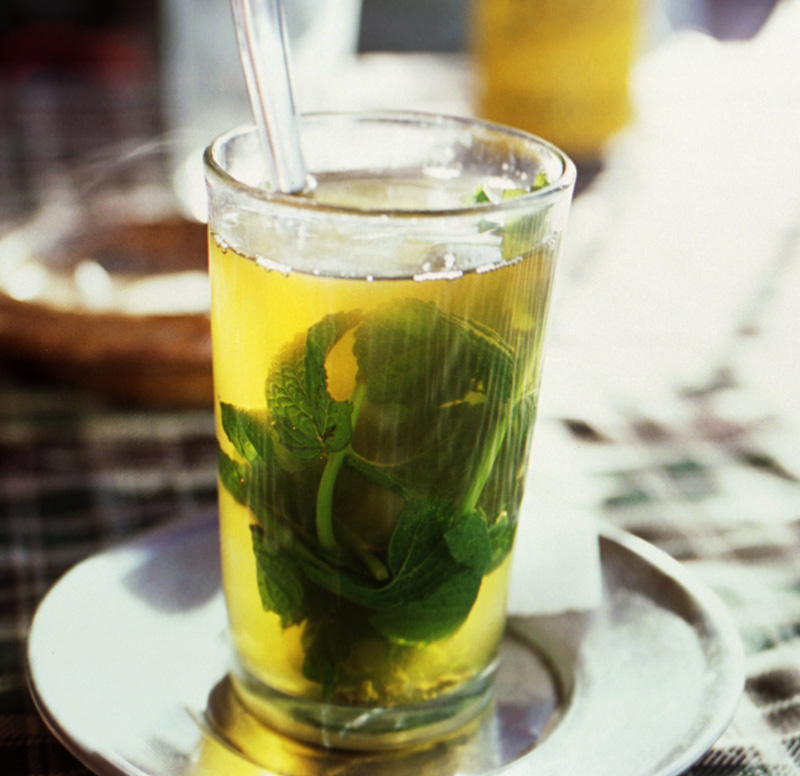
ミント緑茶

代表的な食べ物にクスクスとバスティラとタジンがある。主にクミン、ターメリック、サフラン、シナモンなどの香辛料を用い、味付けは香り高くマイルドだが、チュニジアではハリッサという唐辛子のペーストもよく使われる。イスラム教の教義に従って豚肉を食べることはまずない。イスラム教では酒を飲むことが禁止されているが、宗主国であったフランスの影響で、ロゼワインを多く産出する。ノンアルコール飲料の中では、ミントと砂糖を入れた緑茶はとても人気がある。モロッコ料理は特に美食で名高い。

## 著名な出身者
- アプレイウス
- テルトゥリアヌス
- 聖モニカ
- アウグスティヌス
- ジネディーヌ・ジダン
- アブド・アッラフマーン1世
- イブン・バットゥータ
- イブン・ハルドゥーン